# Ed Miliband
Edward Samuel Miliband (Londres, Inglaterra, 24 de diciembre de 1969) es un político británico. Fue líder del Partido Laborista desde el 25 de septiembre de 2010 hasta su dimisión el 8 de mayo de 2015, después de su derrota en las elecciones generales del Reino Unido de 2015. Es parlamentario por el distrito electoral de Doncaster North desde 2005 y fue miembro del gabinete del gobierno de Gordon Brown entre 2007 y 2010, ocupando entre otros cargos la Secretaría de Estado de Energía y Cambio Climático entre 2008 y 2010. Junto con su hermano, David Miliband, fueron los primeros hermanos en sentarse en el Consejo de Ministros desde 1938.

## Familia
Es hijo del teórico marxista Ralph Miliband y hermano menor del también político laborista y anterior miembro del gabinete David Miliband, con quien se disputó el liderazgo del partido en septiembre de 2010.

## Inicios y formación
Nacido en Londres, Miliband es hijo de una familia de emigrantes judíos. Su madre, Marion Kozak, nacida en Polonia, sobrevivió al holocausto. Su padre, Ralph Miliband, era un profesor marxista oriundo de Bélgica. Debido al trabajo de su padre, Miliband pasó dos etapas en Boston, a los siete y doce años.
Posteriormente se graduó por la Corpus Christi College de Oxford y por la London School of Economics. Comenzó como analista del Partido Laborista para después convertirse en un hombre de confianza de Gordon Brown como Ministro de Hacienda, en donde fue nombrado Presidente del Consejo de Asesores Económicos del Tesoro Británico.

## Carrera política
Comenzó su carrera política al asistir al entonces portavoz de Economía del Partido Laborista, Gordon Brown. Tras la victoria del Partido Laborista en 1997, acompañó a Brown, ya ministro de Hacienda, como asesor. En 2005 concurrió como candidato al Parlamento Británico por la circunscripción de Doncaster North, obteniendo el escaño. En 2006, Tony Blair le nombró ministro del Sector Servicios. Gordon Brown, como primer ministro del Reino Unido, nombró a Miliband Canciller del Ducado de Lancaster y ministro de la Oficina de Gabinete el 28 de junio de 2007. Miliband fue nombrado el 3 de octubre de 2008 Secretario de Estado de Energía y Cambio Climático, cargo de nueva creación y que ocupó hasta el 11 de mayo de 2010. En las elecciones de 2010, renovó su escaño en el Parlamento Británico, al igual que en las elecciones de 2015.

## Liderazgo del Partido Laborista
El 25 de septiembre de 2010 fue elegido Líder del Partido Laborista con el apoyo del 50,6% de los votos, encabezando la oposición parlamentaria al gobierno de David Cameron.
El 8 de mayo de 2015, tras las elecciones generales y sus desastrosos resultados, Ed Miliband decide dimitir como líder del Partido Laborista, admitiendo en él toda la responsabilidad de dichos resultados.